# Discovery (musikalbum av Mike Oldfield)
Discovery är ett musikalbum från 1984 av den brittiske musikern Mike Oldfield. Albumet spelades in i de schweiziska alperna, dit Oldfield flyttat för att undslippa de höga brittiska skatterna.
Två sångare medverkar på albumet, Barry Palmer och Maggie Reilly. Barry Palmer tappade sin röst under sin inspelningssession och ville komma tillbaka för att spela in sitt spår senare. Oldfield tyckte att detta skulle komplicera saker för mycket och bad Palmer göra sitt bästa, vilket denne gjorde. På spåret Discovery kan Palmers sviktande röst höras.
Palmer och Reilly träffades inte förrän albumet var färdigställt, eftersom de spelade in sina spår olika veckor.

## Låtlista
Alla låtar skrivna av Mike Oldfield.
1. "To France" - 4:37
2. "Poison Arrows" - 3:57
3. "Crystal Gazing" - 3:02
4. "Tricks of the Light" - 3:52
5. "Discovery" - 4:35
6. "Talk About Your Life" - 4:24
7. "Saved By a Bell" - 4:39
8. "The Lake" - 12:10

## Medverkande
- Mike Oldfield - gitarrer, bas, mandolin, keyboard, Fairlight CMI
- Maggie Reilly, Barry Palmer – sång
- Simon Phillips – trummor